# 시마모토 카즈히코
시마모토 카즈히코(일본어: 島本 和彦: 1961년 4월 26일:335 - )는 일본의 만화가・실업가다. 시마모토 카즈히코는 필명이고, 본명은 테즈카 히데히코(일본어: 手塚 秀彦).
북해도 나카가와군 이케다정 출신. 삿포로시 거주 중. 만화 프로덕션 “빅뱅 프로젝트(ビッグバンプロジェクト)” 대표, 주식회사 아이빅 및 주식회사 아카시야 대표이사. 주요 작품으로 『불꽃 전학생』, 『역경 나인』, 『울어라 펜』, 『아오이 호노오』 등이 있다.